# Olšava
Pour les articles homonymes, voir Olšava (homonymie).
L'Olšava, souvent écrit Oľšava, est une rivière de l'est de la Slovaquie et un affluent de l'Hornád, dans le bassin du Danube. 

## Géographie
Sa source se situe dans les monts de Slanec à proximité de la montagne Šimonka. La majeure partie de son cours est située dans le bassin de Košice. La rivière se déverse dans le Hornád entre les villages de Nižná Myšľa et Ždaňa à 173,9 m d'altitude.

## Principaux affluents
(D - Affluent droit, G - Affluent gauche)
- Obadovský potok D
- Tuhrinský potok G
- Olšavka G
  - Šimonka D
- Jedľovec G
  - Červenica D
  - Lúčinský potok D
- Mokrý potok G
- Kostoliansky potok G
- Hrabovec G
- Boliarovský potok G
- Rankovský potok G
- Herliansky potok G
- Trstianka D
- Svinický potok G
  - Perlivý potok G
  - Bordiansky potok G
    - Jastrabec G

  - Halačovský potok G
  - Dúhový potok L
- Ďurkovský potok G
- Črepník G
- Bystrý potok G
  - Hlboký potok D
- Bohdanovský potok G
- Garbovský potok G
  - Kľúčiarovský potok G
    - Čuhovský potok G

  - Bradliansky potok G
- Bystrý potok G